# Neige, Lune et Fleurs
 (décembre 2012).
Neige, Lune et Fleurs (雪月花, Setsu-getsu-ka/setsu gekka) est un thème de l'art et du dessin emprunté à la Chine ancienne, très populaire à la fin de l'époque d'Edo.

## Introduction
Ce thème triple (au Japon, fleurs signifie toujours « cerisier en fleurs ») est uni de plusieurs façons. De toute évidence, il se réfère aux saisons de l'année : neige = hiver, lune = automne et fleurs = printemps. Mais il peut aussi s'agir de représentations de trois blancs : blanc-bleu = hiver, blanc-jaune = automne et blanc-rose = printemps.
Les artistes ukiyo-e vendent des tirages en série, parfois même les parchemins sont peints pour être suspendus ensemble. Les peintres combinent volontiers les trois éléments avec trois femmes, trois paysages bien connus (la lune se reflétant toujours dans l'eau), etc.
« Neige, Lune et Fleurs » apparaissent aussi comme décoration sur les boîtes, les faces arrière des miroirs traditionnels, etc.

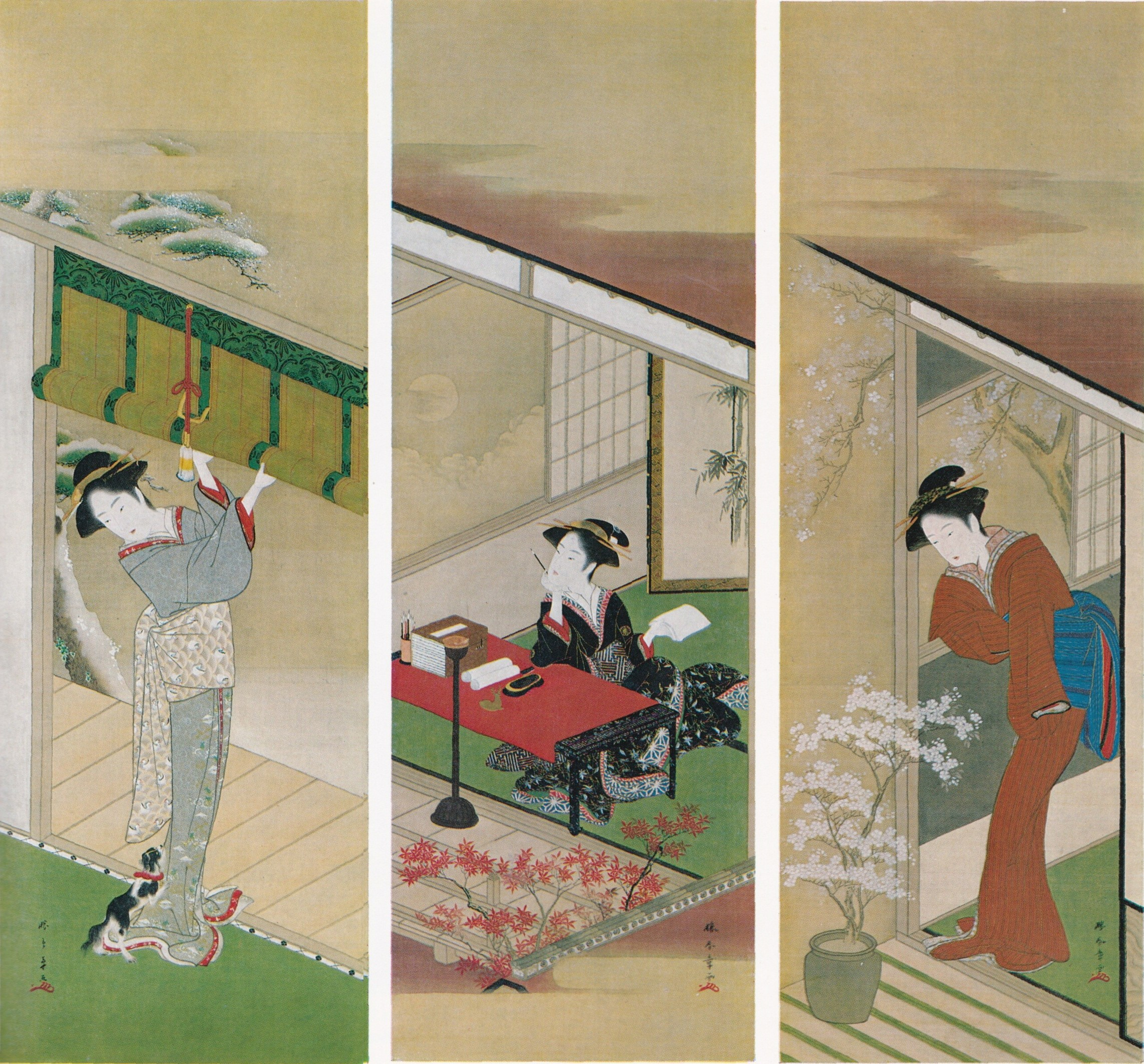
Katsukawa Shunshō (1726-1793), de gauche à droite : Sei Shōnagon (hiver), Murasaki Shikibu (automne) et Ono Komachi (printemps).
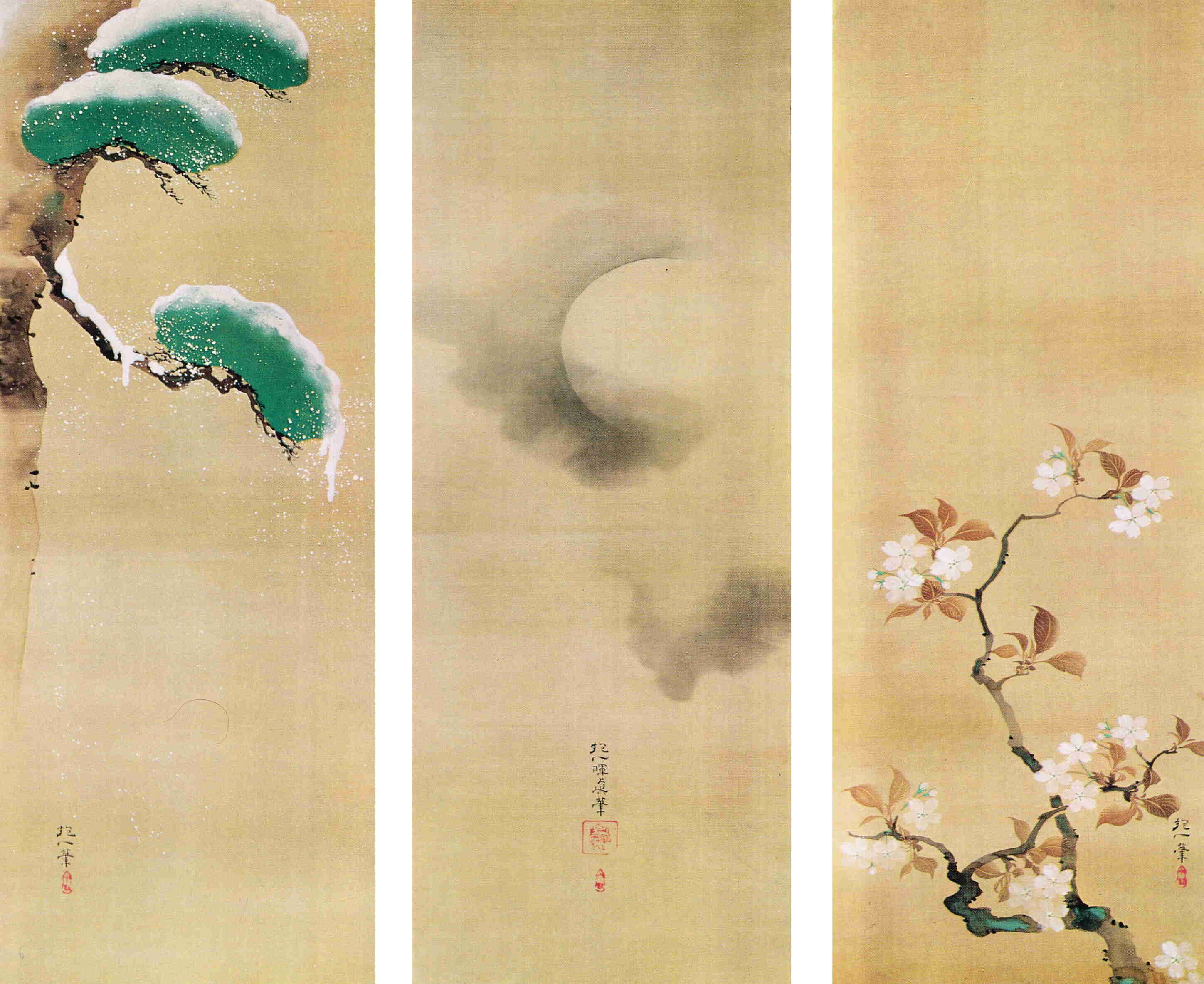
Sakai Hōitsu (1761-1828), Neige, Lune et Fleurs.

- Estampes de Shiba Kōkan, signées Suzuki Harushige (1747-1818)

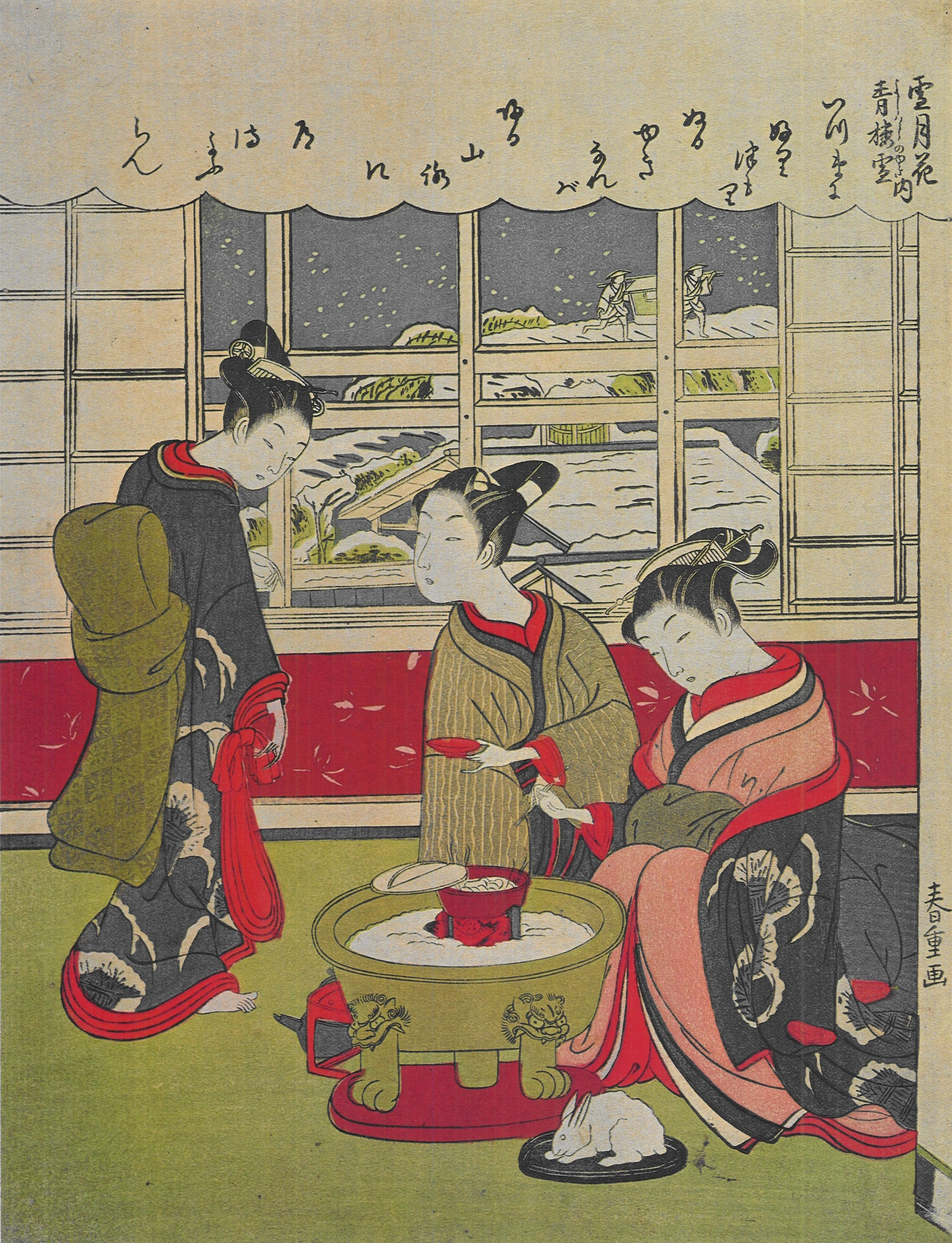
Hiver à Yoshiwara.
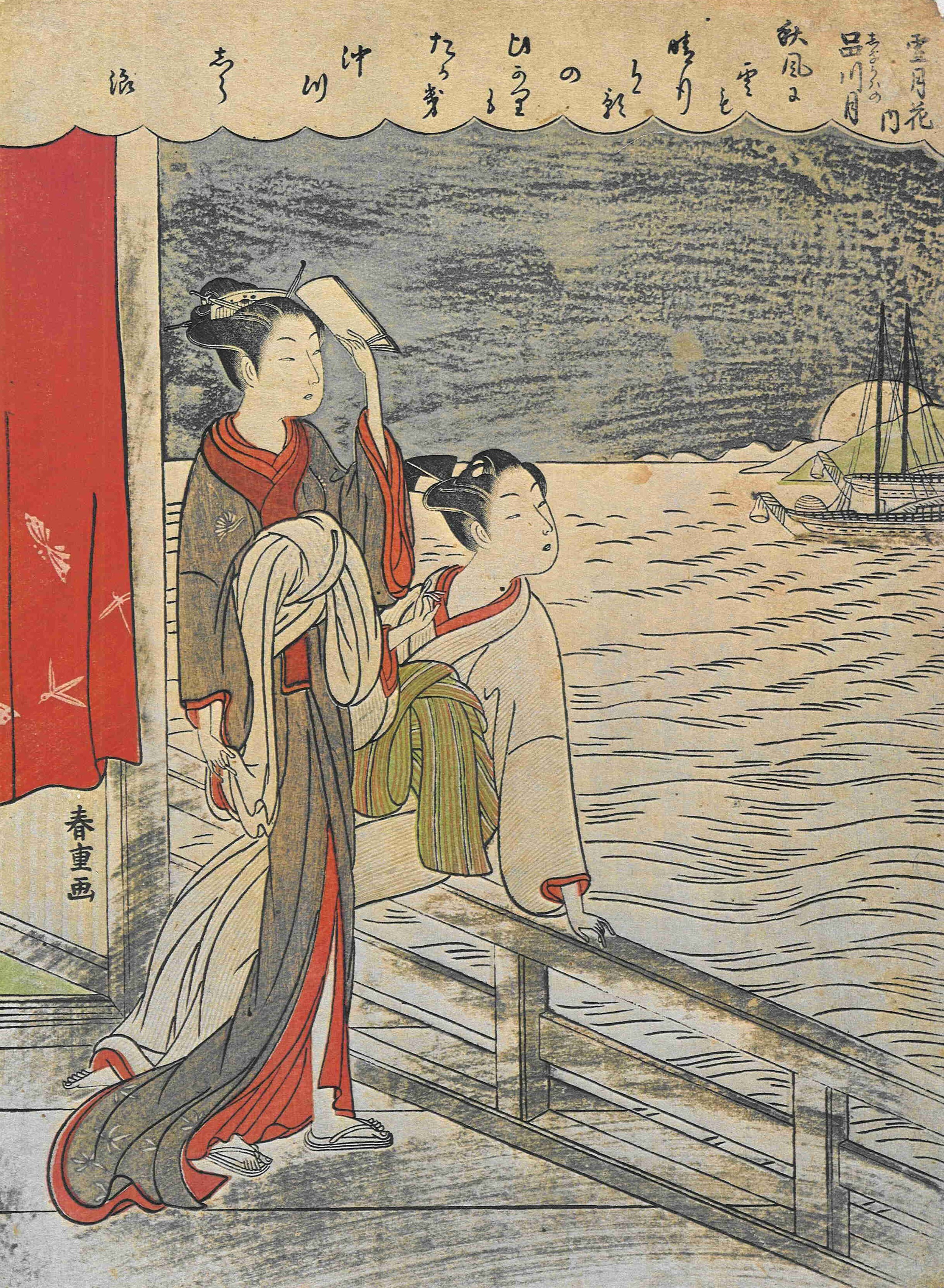
Lune au-dessus de Shinagawa.
Printemps (manquant).

- Estampes d'Hokusai Katsushika (1760-1849)

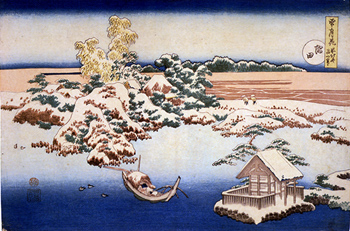
Neige à Sumidagawa (Edo).
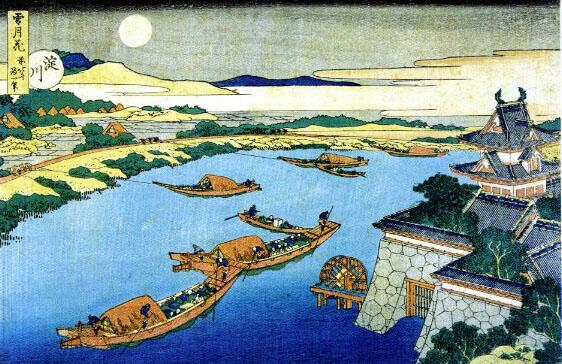
Lune au-dessus de la Yodogawa (Kansai).
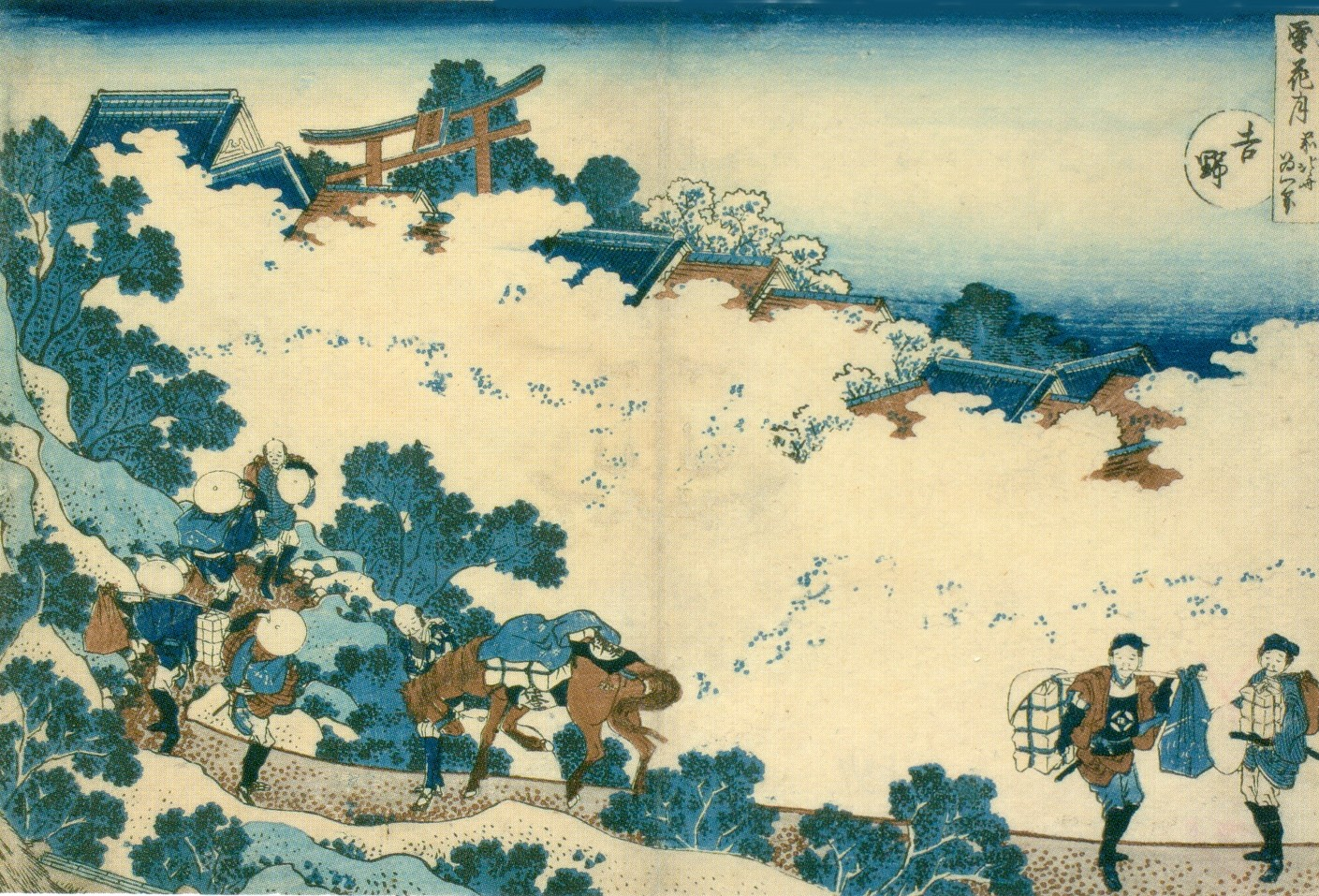
Fleurs à Yoshino (préfecture de Nara).
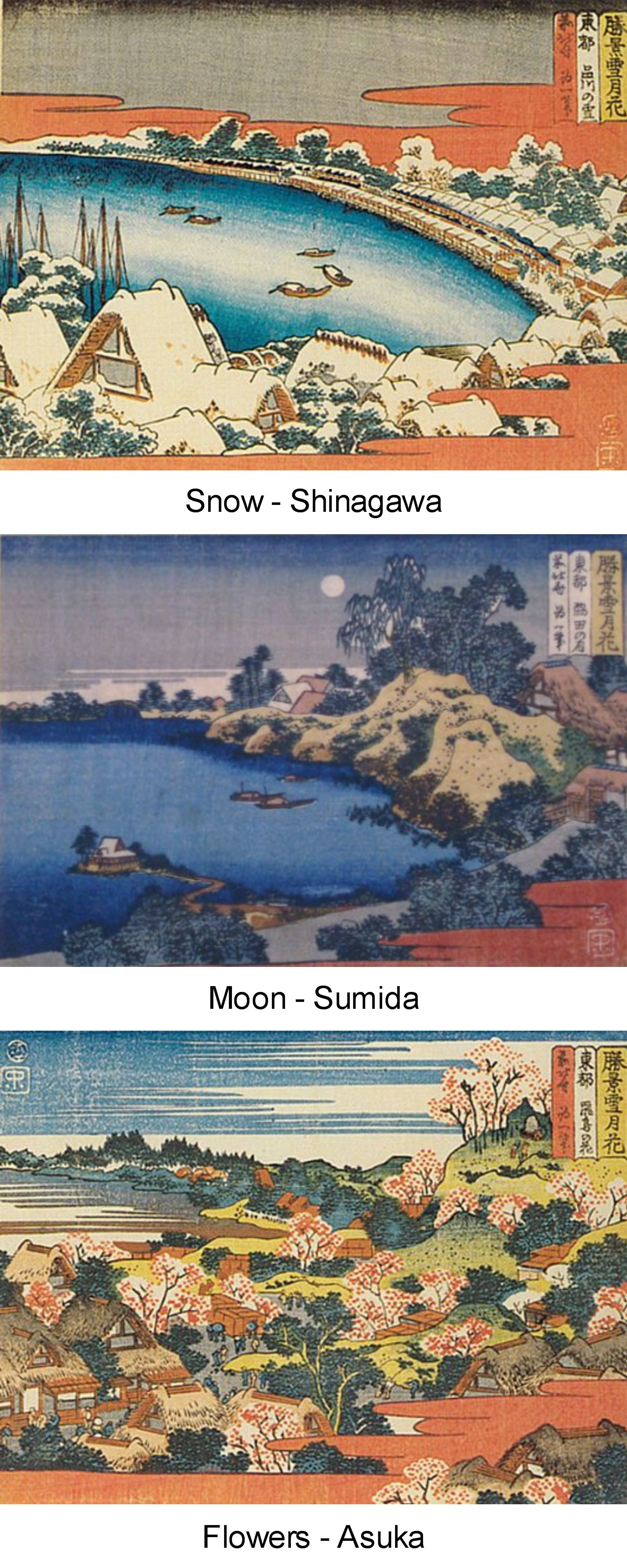
Neige, Lune et Fleurs à Tōto (alentours d'Edo).
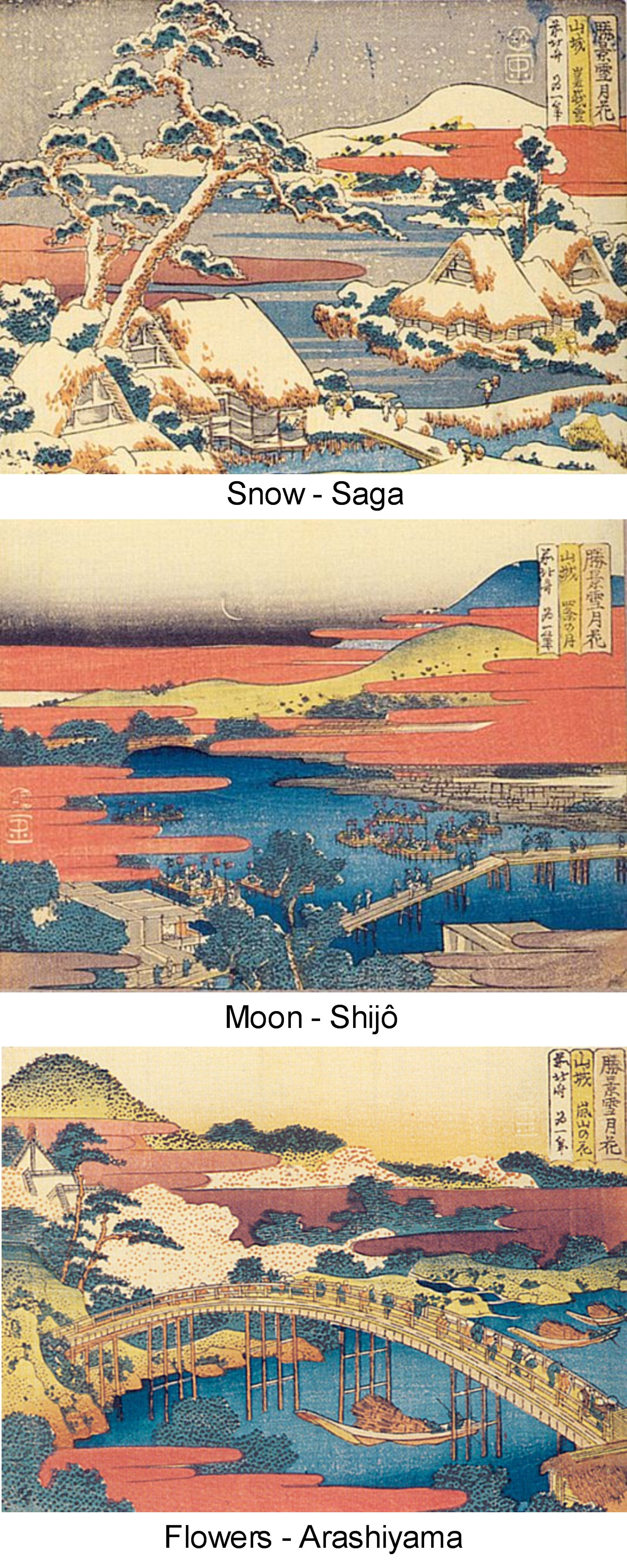
Neige, Lune et Fleurs à Yamashiro (alentours de Kyōto).
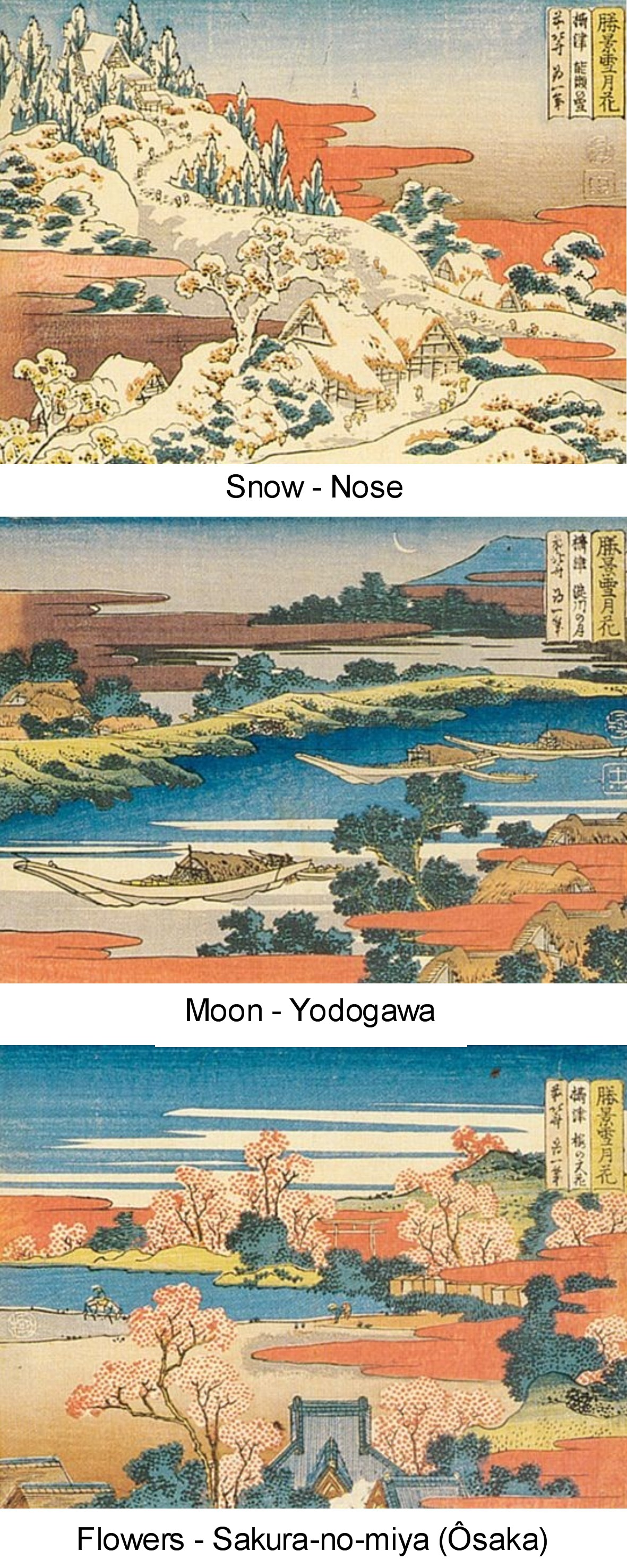
Neige, Lune et Fleurs à Settsu (alentours d'Ōsaka).

- Estampes d'Utagawa Kunisada (1786-1865)

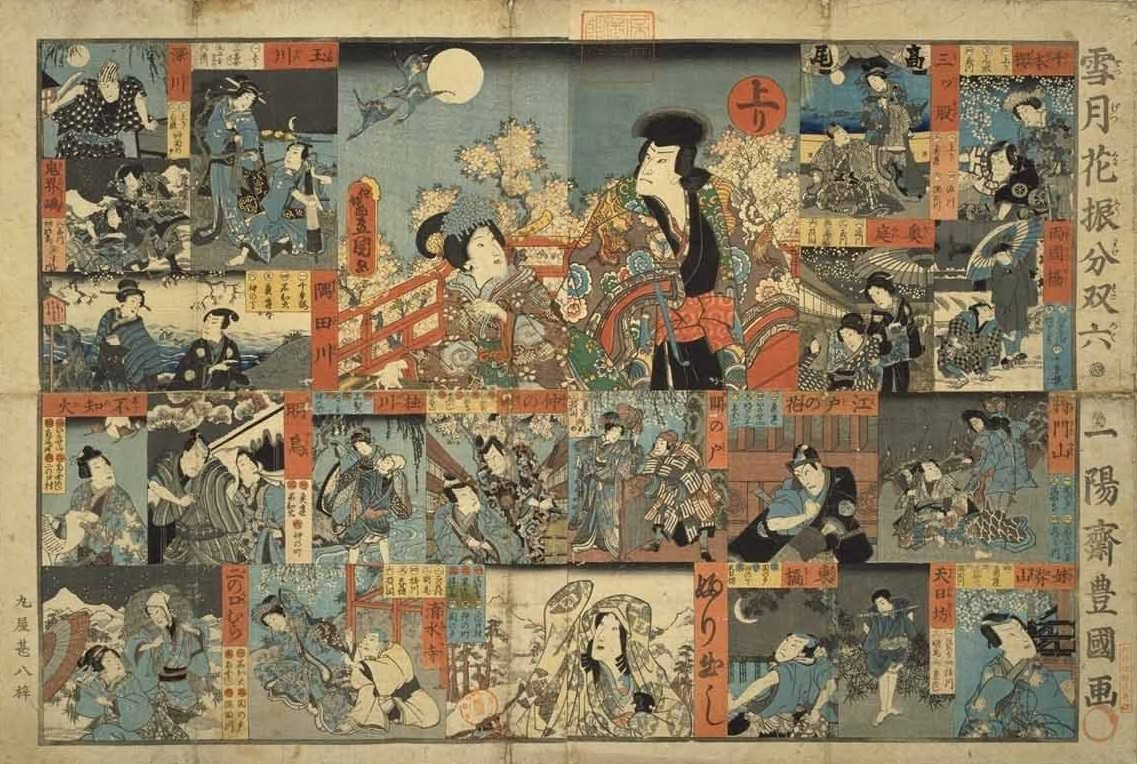
Neige, Lune et Fleurs comme jeu sugoroku.

- Estampes d'Utagawa Kuniyoshi (1797-1861)

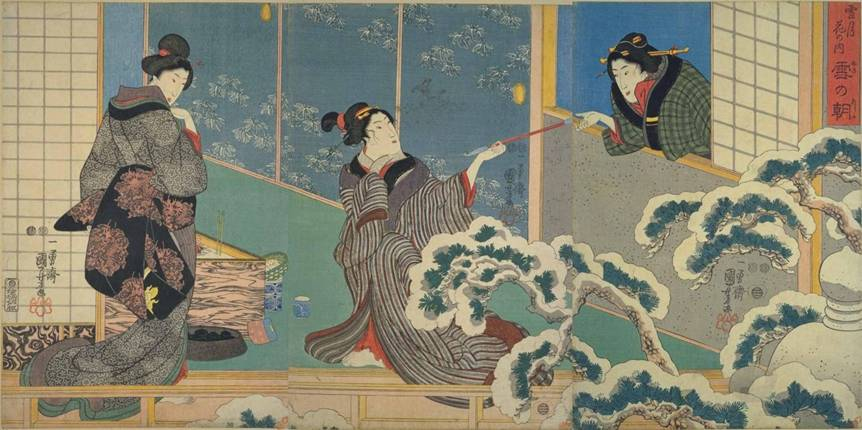
Neige au matin.
Lune (manquant).
Fleurs (manquant).

- Estampes d'Utagawa Hiroshige (1797-1858) : Neige et lune.

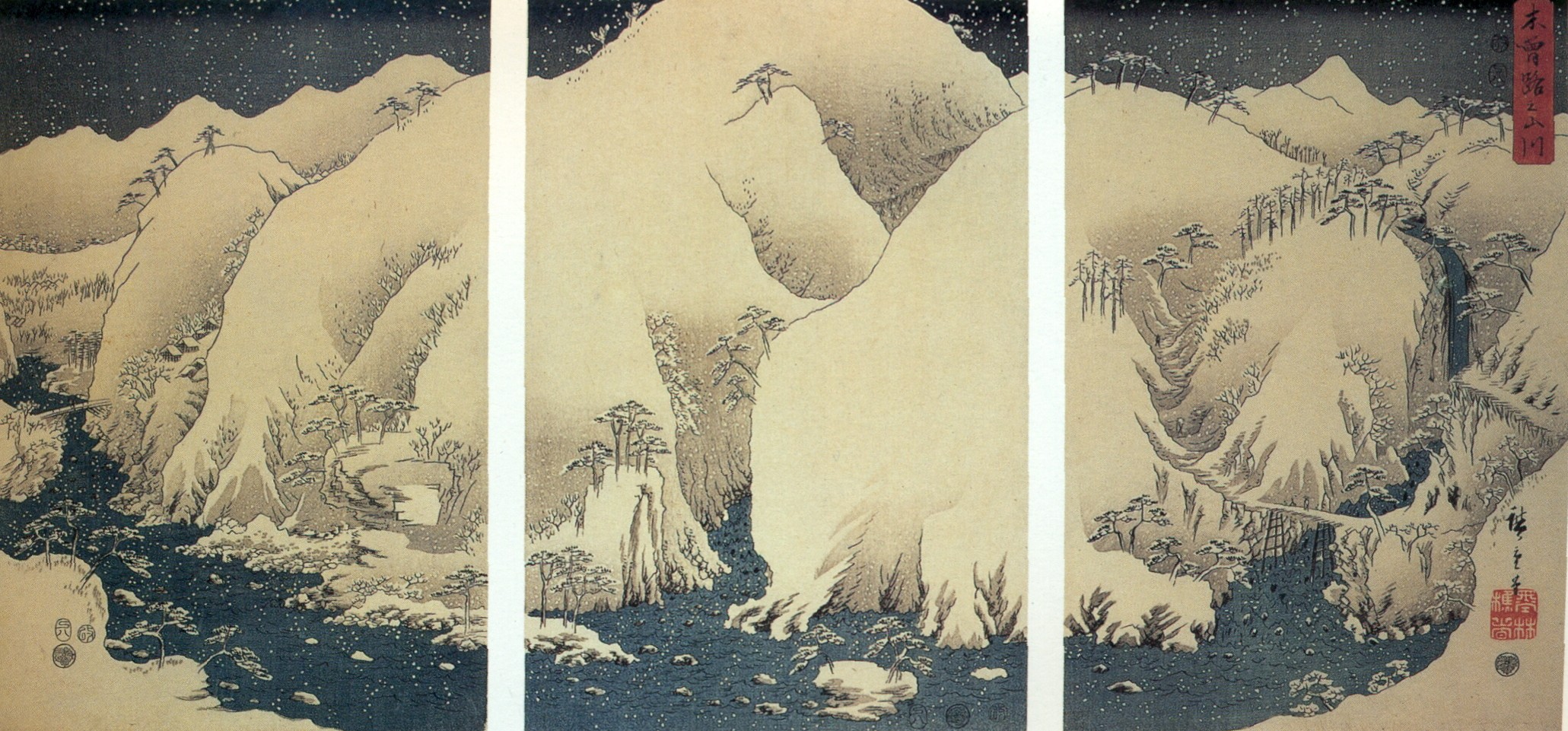
Neige sur la route Kiso.
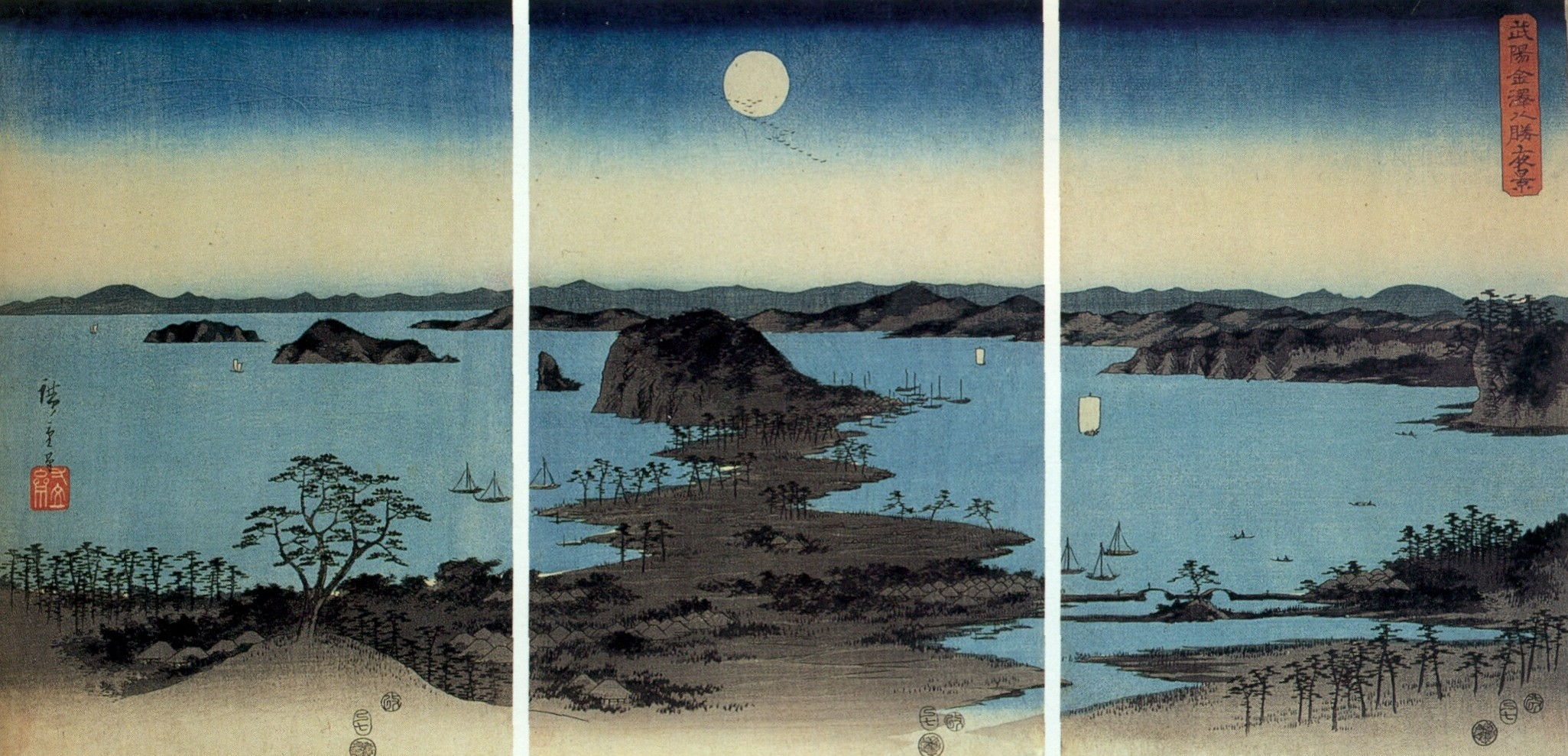
Lune au-dessus de Kanazawa (préfecture de Kanagawa).
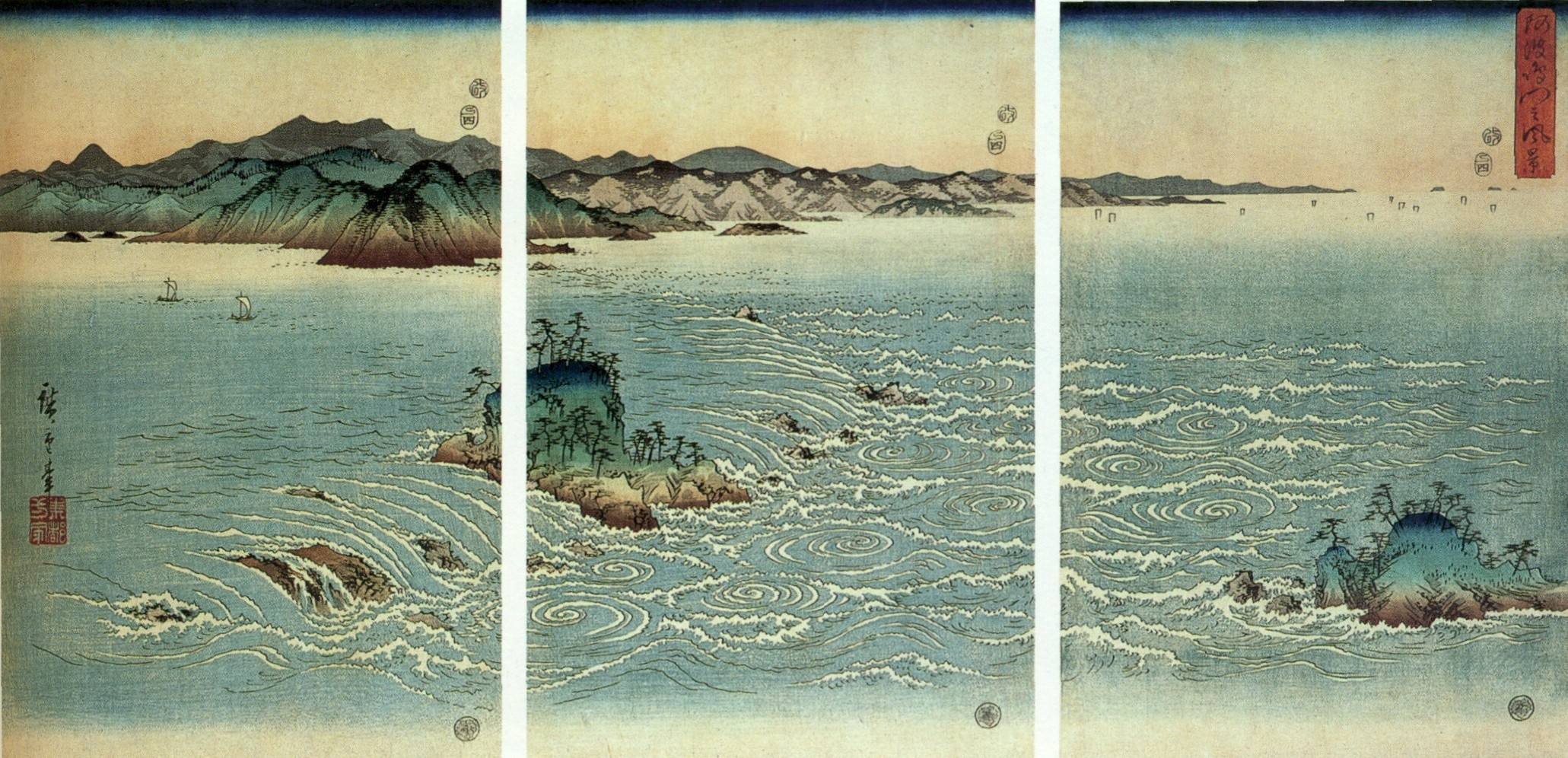
Fleurs[2] à Naruto.
Neige (manquant).
Lune (manquant).
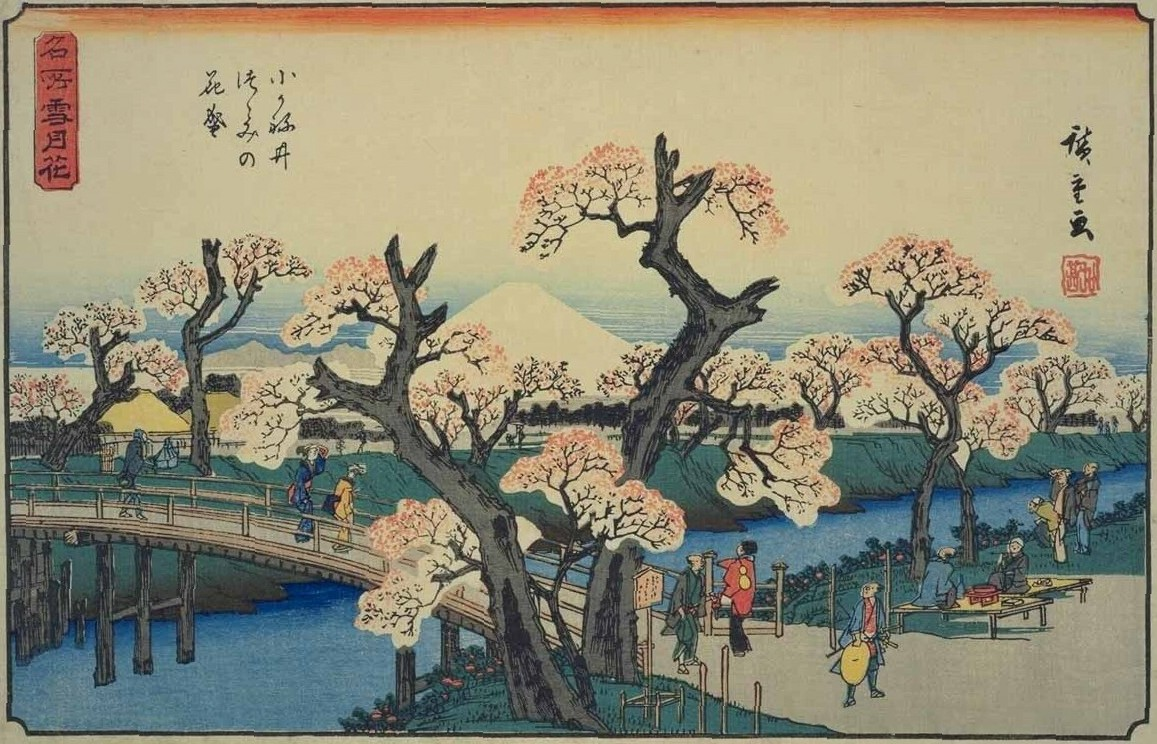
Fleurs Meisho (Koganei).